# Marcus McLaurine
Marcus McLaurine (Omaha (Nebraska), 7 mei 1952) is een Amerikaanse jazzcontrabassist.

## Biografie
McLaurine vervulde zijn militaire dienstplicht op de McGuire Air Force Base in New Jersey en speelde in de 590th Air Force Band. Hij werkte sinds de jaren 1970 in het Amerikaanse jazzcircuit. De eerste opnamen werden gemaakt in 1976 in Los Angeles met Horace Tapscott. Vanaf de jaren 1980 speelde hij in New York met muzikanten als Clark Terry, Kenny Burrell, Jon Hendricks, McCoy Tyner, Abbey Lincoln, Cleo Laine, Lou Donaldson, Abdullah Ibrahim, David Fathead Newman, Illinois Jacquet, Buck Clayton, Lionel Hampton, Onaje Allan Gumbs (Remember Their Innocence), Bobby Watson, Melba Liston, Freddie Hubbard en in het Count Basie Orchestra (Ghost Band onder leiding van Thad Jones). Op het gebied van jazz was hij tussen 1976 en 2018 betrokken bij 72 opnamesessies, naast de eerder genoemde ook met Jay Hoggard, Grover Mitchell, het Hank Jones/Satoru Oda Quintet en John Hicks. Momenteel (2019) maakt hij deel uit van het Claire Daly Quartet en het Michael Cochrane Quartet.
Mclaurine geeft sinds 1997 les als adjunct-professor aan de jazzafdeling van de William Paterson University. Hij is niet te verwarren met de stripboekschrijver Marcus McLaurin.

## Discografie

### Als leader/co-leader
- 2006: Rough Jazz (Apria)
- 2011: Soul Step (Talking Drum)
- 2012: One Mind (American Showplace)

### Als sideman
Met Kenny Burrell
- 1989: Guiding Spirit (Contemporary)

Met Michael Cochrane
- 1992: Song of Change (Soul Note)

Met John Hicks
- 1992: Blues March: Portrait of Art Blakey (Venus Records)
- 1992: Moanin': Portrait of Art Blakey (Venus)

Met Abdullah Ibrahim
- 1995: Yarona (Tiptoe)
- 1997: Cape Town Flowers (Tiptoe)
- 1997: Cape Town Revisited (Tiptoe)
- ????: African Symphony (Enja)

Met Nancy Monroe
- 2001: The Love Within  (mja Records)[2]

Met Mook Loxley
- 2011: Caress

Met Danny Mixon
- 2016: Pass It On

Met Cristina Morrison
- 2012: I Love (Baronesa)

Met Clark Terry
- 1989: Squeeze Me! (Chiaroscuro)
- 1990: Live at the Village Gate (Chesky)
- 1993: The Hymn (Candid)
- 1994: Shades of Blues (Challenge)
- 1995: Top and Bottom Brass (Chiaroscuro)
- 1999: Herr Ober (Nagel Heyer)
- 2000: Live on QE2 (Chiaroscuro)
- 2002: Friendship (Eighty Eights)